# Hans Steiner (Maler)

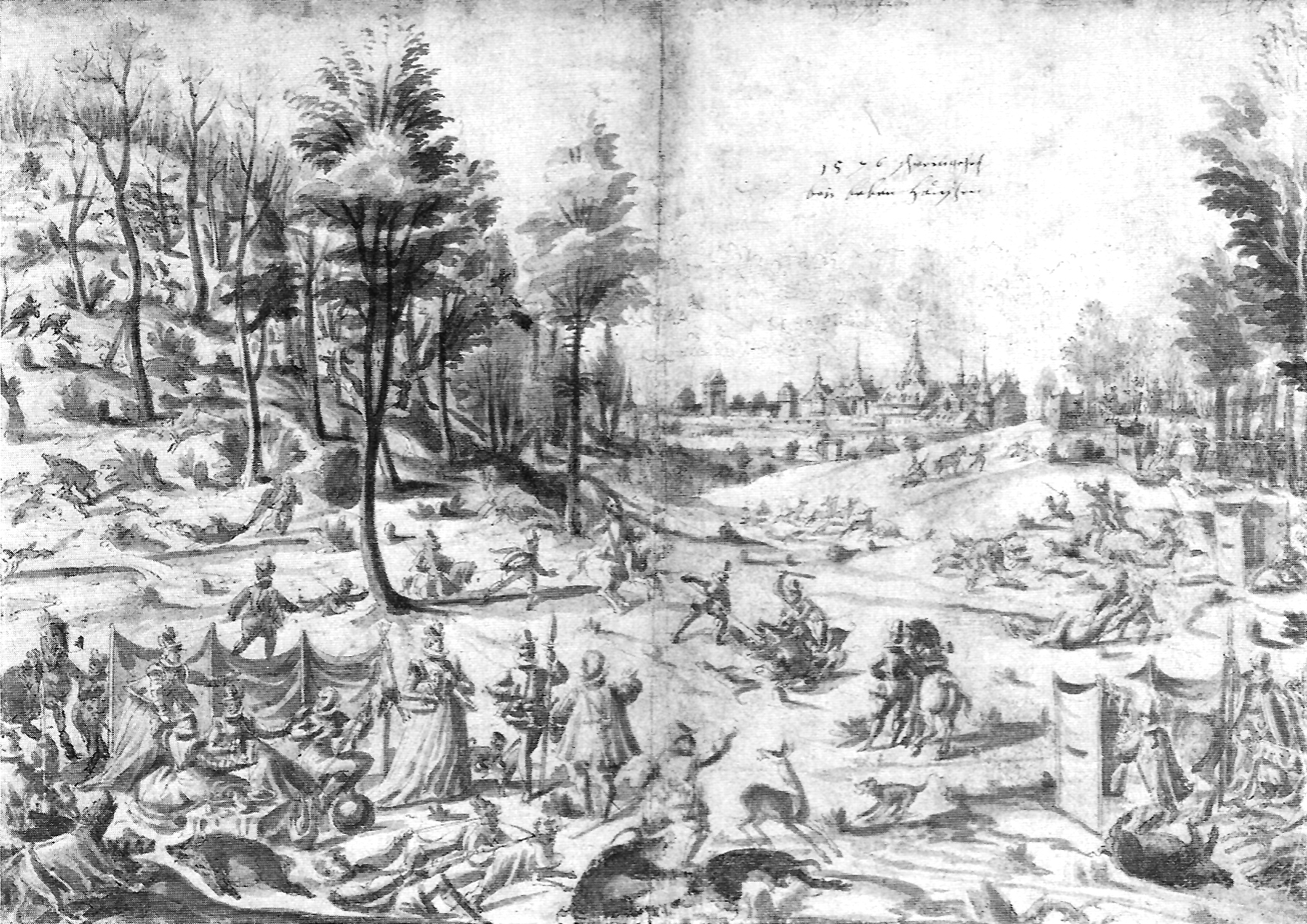
Wildschweinjagd bei Bebenhausen: Feder in Braun, grau laviert, 41 × 29,7 cm. Schrift am Himmel: 1576 schweingehetz bei beben haussen

Hans Steiner (* vor 1550 in Riedlingen; † 1610), unter anderem auch Hans Stainer, Hans Staimer, Hans Stayner, Johannes Steiner oder Johannes Steimer, war ein deutscher Zeichner und Maler, der im Herzogtum Württemberg gewirkt hat. Er war Hofmaler in Stuttgart und betrieb dort eine große Werkstatt, in der unter anderem der Maler Johann Philipp Greter (vor 1585 – nach 1604) seine Ausbildung erhielt. Hans Steiner ist einer der wesentlichsten württembergischen Künstler gewesen.

## Betätigungsfelder

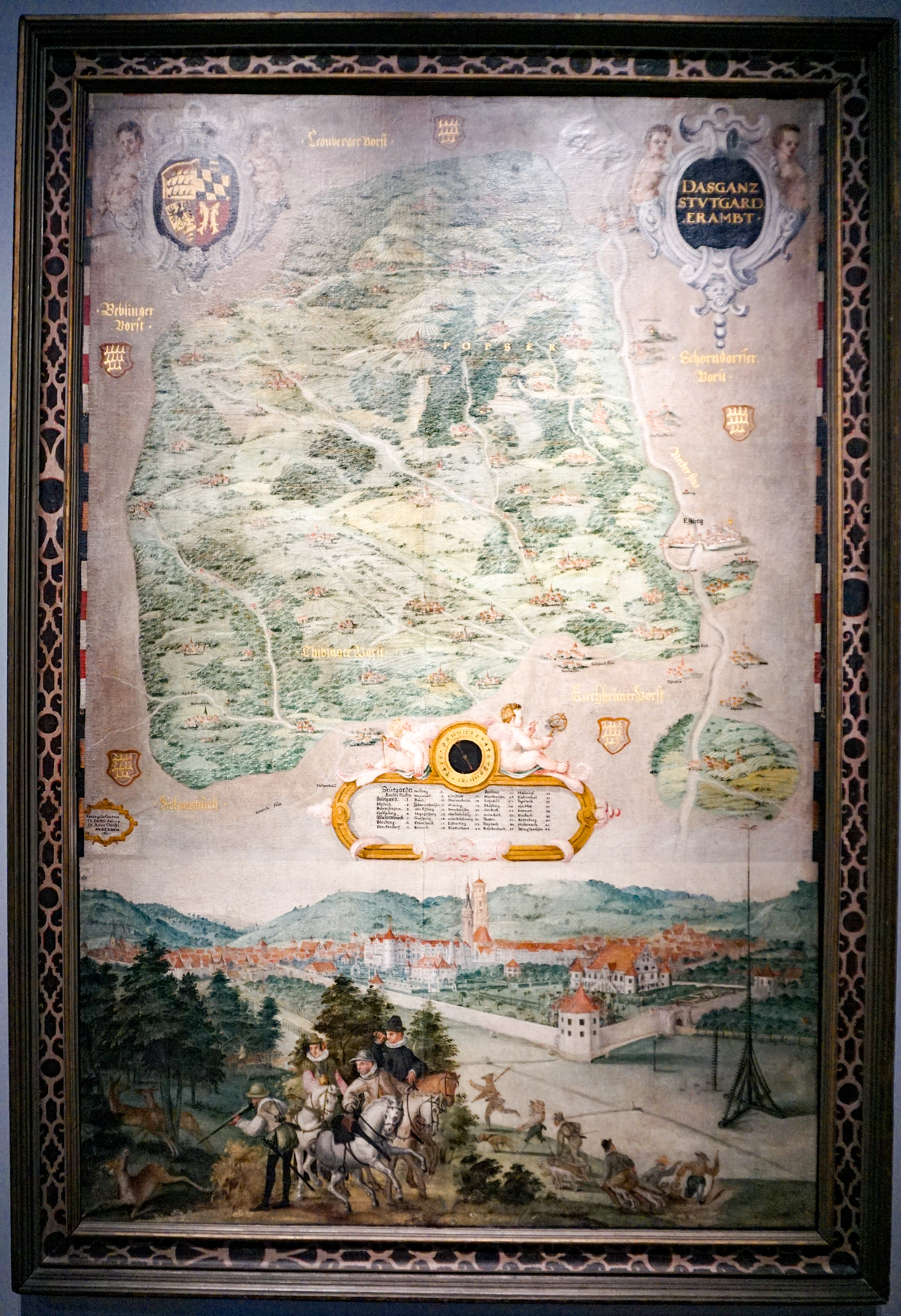
Landtafel Stuttgarter Amt von 1589

Zum ersten Mal mit seiner Arbeit trat Hans Steiner 1570 bei der Renovierung des ausgebrannten großen Saales im Stuttgarter Schloss in Erscheinung.
Ab 1572 war er ständig für Herzog Ludwig (1554–1593) tätig, der ihn 1576 zum ordentlich besoldeten Hofmaler ernannte und für den er viele Arbeiten ausführte: Dekorationsmalereien, Zeichnungen und Gemälde, die das höfische Leben und sonstige Gegebenheiten und Gegenstände wiedergaben. So zum Beispiel 1580 das Ölgemälde Hofjagd Herzog Ludwigs in Forst Bebenhausen, das 249 × 167 cm misst und in der Schausammlung im Landesmuseum Württemberg in Stuttgart ausgestellt ist.
1582 führte Hans Steiner Fassadenmalereien am Stuttgarter Landschaftshaus und 1584 am Stuttgarter Rathaus aus.
1590 wurde Hans Steiner mit der Visierung von Deckenmalereien beim Neubau des Lusthauses (1584–1593) in Stuttgart beauftragt. Unter seiner Aufsicht wirkten dann unter anderem die Maler Johann Philipp Greter, Hans Karg (1551–1610), Hans Dorn (1550–1594) und Jacob Züberlein (1556–1607) bei der Ausführung der Arbeiten mit. In der damals üblichen Form wurden die Decken mit biblischen Szenen und Jagdbildern versehen. «Es sind wohl bescheidene künstlerische Leistungen gewesen, in einfacher handwerksmeisterlicher Schaffensweise entstanden (Fleischhauer 1932).» (Beteiligt mit einigen eignen Malereien an dem Projekt ist auch der Straßburger Maler und Baumeister Wendel Dietterlin (1550–1599) gewesen, mit dem Hans Steiner befreundet war.) Außerdem malte Hans Steiner für das neue Lusthaus nach Entwürfen des Kartografen Georg Gadner (1520–1605) 12 Landtafeln, von denen sich nur eine erhalten hat; die anderen gingen bei einem Brand des Lusthauses 1902 verloren. Die erhaltene Tafel von 1589 mit der Darstellung des Stuttgarter Amtes misst 148 × 225 cm und ist ebenfalls in der Schausammlung im Landesmuseum Württemberg zu finden. Das untere Drittel des Gemäldes zeigt eine Ansicht von Stuttgart, darüber ist auf einer Fläche von etwa 130 × 130 cm eine Karte in naturgetreuer Landtafelzeichnung abgebildet.
Von seinen in späteren Jahren ausgeführten Arbeiten sind noch Malereien an den Stadttoren von Besigheim und Mundelsheim bekannt.